# Fernando Neves
Fernando Neves (Santos, 4 de outubro de 1950) é um ator e diretor teatral e coreógrafo brasileiro, considerado inovador com o estilo circo-teatro.

## Biografia
Nasceu numa família circense, tendo se formado em Letras pela USP.
Dedicando-se à carreira artística, recebeu alguns prêmios como ator, a exemplo do prêmio Qualidade Brasil, como melhor ator de comédia.

## Carreira

### Televisão
- 2008 - Água na Boca - Antônio Pereira
- 2007 - Maria Esperança - Argemiro
- 2006 - Cidadão Brasileiro - Dr. Bicas
- 2005/2006 - Os Ricos Também Choram - Epitácio Moreira
- 1999 - Chiquititas - Zigfrido
- 1994/1995 - As Pupilas do Senhor Reitor - Joaquim

### Cinema
- 1974 - Brutos Inocentes
- 1966 - Um Diamante e Cinco Balas